# Paul Tergat
Paul Kibii Tergat (Baringo, Kenia, 17 de junio de 1969) es un corredor keniata de larga distancia que tuvo la plusmarca mundial de maratón con 2h04:55 desde 2003 hasta 2007. Es uno de los mejores corredores de fondo de la historia y ha conseguido éxitos tanto en pruebas de pista como en cross-country o sobre el asfalto. Mide 1,82 m y pesa 85 kg.

## En la pista
Se dio a conocer a mediados de los 90 en las pruebas de pista, donde era uno de los pocos atletas capaces de hacer frente al dominio de los etíopes en los 5000 y sobre todo en los 10 000 metros. Su primer resultado importante fue la medalla de bronce de los 10 000 metros en los Mundiales de Gotemburgo 1995, por detrás del etíope Haile Gebrselassie y del marroquí Khalid Skah.
En los siguientes años continuó obteniendo buenos resultados, pero siempre a la sombra del gran dominador Haile Gebrselassie. De esta forma Tergat fue 2.º en los 10 000 metros de los Juegos Olímpicos de Atlanta 1996, 2.º en los mundiales de Atenas 1997 y Sevilla 1999, y 2.º en los Juegos Olímpicos de Sídney 2000, siempre por detrás del corredor etíope. 
Esto hizo que muchos se refirieran a Tergat como el eterno "Poulidor" de las pruebas de fondo.
El 22 de agosto de 1997, logró en Bruselas arrebatarle a Gebrselassie la plusmarca mundial de los 10 000 metros con 26:27,85. Sin embargo al año siguiente Gebrselassie recuperó esta plusmarca haciendo 26:22,75 en Hengelo.

## En la maratón
En 2001, decidió dar el salto a la maratón, participando en la maratón de Londres, en el mes de abril. Finalizó 2.º en esta prueba por detrás del marroquí Albdelkadir el Mouaziz. Su marca fue de 2h08:15, un tiempo muy notable, sobre todo tratándose de un debutante.
Ese mismo año finalizó también 2.º en la Maratón de Chicago, tras su compatriota Ben Kimondiu. También en la maratón Tergat parecía abonado al 2.º puesto.
En 2002, volvió a participar en las maratones de Londres y de Chicago. En Londres volvió a acabar 2.º, por detrás del estadounidense de origen marroquí Khalid Khannouchi, en una prueba en la que este batió la plusmarca mundial con 2h05:38 Tergat llegó solo a 10 segundos del ganador, y su marca de 2h05:48 le colocaba 2º en el escalafón mundial de todos los tiempos.
En la Maratón de Chicago de ese mismo año solo pudo terminar 4.º, aunque de nuevo con una gran marca de 2h06:18
2003, iba a ser su año más importante. En el mes de abril solo pudo ser 4.º en maratón de Londres, pero el momento cumbre llegó en la Maratón de Berlín celebrada el 28 de septiembre, tal vez la mejor carrera de maratón que se haya visto nunca. 
Paul Tergat y su compatriota Sammy Korir mantuvieron un cerradísimo duelo hasta misma línea de meta. Tergat le ganó a Korir por un solo segundo, y batió la plusmarca mundial bajando por primera vez de las 2 horas y 5 minutos, concretamente 2h04:55. Por supuesto, el tiempo de Sammy Korir de 2h04:56 también estaba por debajo de la anterior plusmarca mundial.
El mayor fracaso de su carrera fue en los Juegos Olímpicos de Atenas 2004, donde llegaba como gran favorito para ganar el oro y decepcionó por completo. No transmitió buenas sensaciones durante toda la prueba, y finalmente acabó en el puesto 10.º, muy lejos de las medallas.
El 6 de noviembre de 2005, logró la victoria en la Maratón de Nueva York, probablemente la prueba de maratón más importante del mundo. Era la primera vez que participaba en esta carrera, y venció en el acelerón final en pleno Central Park al campeón del año anterior, el sudafricano Hendrick Ramaala, por menos de un segundo de ventaja (2h09:29,90 por 2h09:30,22)
En 2006, planeaba competir en la maratón de Londres que se celebró el pasado 23 de abril, una prueba en la que se iba a enfrentar en un duelo largamente esperado con su viejo rival en las pruebas de pista Haile Gebrselassie, que ahora también corre la maratón. Sin embargo una semana antes de la prueba sufrió una contractura muscular que le impidió participar.

## Otros éxitos
Aparte de sus éxitos en la maratón y en las pruebas de pista, el palmarés de Tergat incluye cinco victorias consecutivas en el Campeonato del Mundo de cross-country (entre 1995 y 1999), y un 3.er puesto en 2000. Esto es algo que nadie había conseguido antes, tan solo su compatriota John Ngugi había logrado cinco triunfos, pero no consecutivos.
También ha sido dos veces campeón del mundo de Media Maratón (1999 y 2000)
Otra de sus proezas, es haber ganado cinco ediciones de la San Silvestre de São Paulo, la carrera urbana más importante que se celebra en Sudamérica. Esto le hizo enormemente popular en Brasil, donde según una encuesta es la segunda personalidad africana más popular solo por detrás de Nelson Mandela.
Tergat, también se ha distinguido por su apoyo a las causas humanitarias, sobre todo en relación con el hambre en África, algo que él conoce bien, ya que se crio en una familia muy pobre de Kenia. En enero de 2004, fue nombrado "Embajador contra el hambre" por el Programa Mundial de Alimentos (PMA) de las Naciones Unidas.

## Resultados

### Competiciones
1995
3.º en los Mundiales de Gotemburgo en 10.000 m (27:14,70)
Campeón del Mundo de Cross-country

1996
- 2.º en los Juegos Olímpicos de Atlanta en 10.000 m (27:08,17)
- Campeón del Mundo de Cross-country

1997
- 2.º en los Mundiales de Atenas en 10.000 m (27:25,62)
- Campeón del Mundo de Cross-country en Turín

1998
- Campeón del Mundo de Cross-country en Marrakech

1999
- 2.º en los Mundiales de Sevilla en 10.000 m (27:58,56)
- Campeón del Mundo de Cross-country en Belfast
- Campeón del Mundo de Media Maratón en Palermo (1h01:50)

2000
- 2.º en los Juegos Olímpicos de Sídney en 10.000 m (27:18,29)
- Campeón del Mundo de Media Maratón en Veracruz (1h03:47)
- 3.º en el Mundiales de Cross-country en Vilamoura

2001
- 2.º en la Maratón de Londres (2h08:15)
- 2.º en la Maratón de Chicago (2h08:56)

2002
- 2.º en la Maratón de Londres (2h05:48)
- 4.º en la Maratón de Chicago (2h06:18)

2003
- 4.º en la Maratón de Londres (2h07:59)
- 1.º en la Maratón de Berlín (2h04:55)

2004
- 10.º en los Juegos Olímpicos de Atenas en maratón (2h14:45)

2005
- 1.º en la Maratón de Nueva York (2h09:29)

### Plusmarcas mundiales
10 000 metros:
- 26:27,85 (Bruselas, 22 de agosto de 1997)

Maratón:
- 2h04:55 (Berlín, 28 de septiembre de 2003)

## Marcas personales
- 3000 metros - 7:28,70 (Mónaco, 10 de agosto de 1996)
- 5.000 metros - 12:49,87 (Zúrich, 13 de agosto de 1997)
- 10 000 metros - 26:27,85 (Bruselas, 22 de agosto de 1997)
- Media maratón - 59:17 (Milán, 4 de abril de 1998)
- Maratón - 2h04:55 (Berlín, 28 de septiembre de 2003)

| Predecesor: Khalid Khannouchi Marruecos | Plusmarquista mundial de maratón 28 de septiembre de 2003 - 30 de septiembre de 2007 | Sucesor: Haile Gebrselassie Etiopía |